# Districtul El Oued
El Oued este un district din provincia El Oued, Algeria.